# Henri de Neuchâtel
Henri de Neuchâtel, (? - 1283). Co-seigneur de Neuchâtel avec ses frères Ulrich IV et Amédée. Après le décès du premier il reste avec son frère Amédée à la tête de la seigneurie. Il est le fils de Rodolphe III de Neuchâtel et de Sibylle de Montfaucon, fille de Thierry III de Montbéliard
.

## Biographie
Le partage de la succession de son père est arbitré, le 8 août 1270, par Thierry III de Montbéliard comme suit : « Que les deux frères, Amédée et Henri, auraient chacun une portion des terres et droits seigneuriaux, mais à condition que Henri ferait hommage lige à Amédée, son frère ainé, de tout son partage, et que les deux filles, Agnès et Marguerite, leurs sœurs, auraient chacune mille livres lausannoises, pour lesquelles on leur assignerait Boudry et la Côte, excepté les fiefs des nobles et les vignes, sous la réserve que leurs frères et leurs hoirs mâles les pourraient et devraient rédimer »
.

## Sources
- Manuel généalogique pour servir à l'histoire de la Suisse, Tome I, Zurich, Société suisse d'héraldique, 1908 (lire en ligne), p. 101
- Paul Vuille, Notes sur les premiers seigneurs de Neuchâtel, Musée neuchâtelois, 1979 (lire en ligne), p. 109 à 122
- Georges Auguste Matile, Monuments de l'histoire de Neuchatel, Volume 2, Attinger, 1848 (lire en ligne), p. 1216
- Jonas Boyve, Annales historiques du Comté de Neuchâtel et Valangin depuis Jules-César jusqu'en 1722, E. Mathey, 1854 (lire en ligne), p. 227 à 243
- Jacques David Nicole, Recueil historique sur l'origine de la vallée du Lac-de-Joux, Volume 1, Parties 2 à 3, M. Ducloux, 1841 (lire en ligne), p. 36